# Eternamente amándonos
Eternamente amándonos es una telenovela mexicana producida por Silvia Cano para TelevisaUnivision en el 2023. La telenovela es una versión de la serie de televisión turca creada por Teşrik-i Mesai, İstanbullu Gelin, siendo adaptado por Rossana Curiel, Juan Pablo Balcázar y Cecilia Piñeiro. Se estrenó a través de Las Estrellas el 27 de febrero de 2023 en sustitución de Mi secreto, y finalizó el 11 de agosto del mismo año siendo reemplazado por Nadie como tú.
Esta protagonizada por Alejandra Robles Gil, Marcus Ornellas y Diana Bracho, junto con Ana Bertha Espín, Juan Martín Jáuregui, Gema Garoa y Julia Urbini en los roles antagónicos. Acompañados de Rossana Nájera, Patricio José Campos, David Caro Levy, Valentina Buzzurro, Arantza Ruiz, Francisco Pizaña, Dalilah Polanco y Omar Fierro.

## Trama
Paula Bernal (Alejandra Robles Gil) y Rogelio Iturbide (Marcus Ornellas), son dos personas con vidas muy distintas que al conocerse, viven un romance vertiginoso que los fuerza a casarse sin poner en aviso a la familia de Rogelio, en especial, a la matriarca de la familia, Martina Rangel (Diana Bracho).
Cuando Paula llega de la Ciudad de México a la vida de los Iturbide siguiendo a Rogelio, sus ideas cosmopolitas chocan con las de Martina, conocida por todos como la «Monarca de Morelia», una mujer convencional, manipuladora y acostumbrada a controlar su entorno.
Martina ha sacrificado su felicidad por seguir las costumbres de la sociedad moreliana y, al sentirse amenazada, le declara una guerra frontal a Paula.

## Reparto
Una lista del reparto confirmado se publicó el 14 de diciembre de 2022 en la página web de People en Español.

### Principales
- Diana Bracho como Martina Rangel vda. de Iturbide
  - Eva Daniela interpretó a Martina de joven
- Marcus Ornellas como Rogelio Iturbide Rangel
- Alejandra Robles Gil como Paula Bernal
- Ana Bertha Espín como Irma Ruvalcaba
- Juan Martín Jáuregui como Ignacio Cordero
- Francisco Pizaña como Fernando Iturbide Rangel
- Gema Garoa como Imelda Campos
- Alfredo Gatica como Fidel Fuentes
- Arantza Ruiz como Cecilia Escutia
- David Caro Levy como Marco Iturbide Rangel
- Valentina Buzzurro como Blanca Ortiz
- Patricio José Campos como Luis Iturbide Rangel
- Dalilah Polanco como Eva Gómez
- Rossana Nájera como Érika Maldonado
- Elizabeth Guindi como Beatriz
- Claudia Ríos como Micaela Cornejo
- Fermín Martínez como Honorio González
- Alejandra Ley como Felipa Contreras
- Santiago Zenteno como Melitón Pacheco
- Kaled Acab como Lucas Brown Maldonado
- Otto Sirgo como Gabriel Garibay
  - Hans Gaitán intérpretó a Gabriel de joven
- Julia Urbini como Andrea Garibay
- Daniel Gama como Ulises Briceño

### Recurrentes e invitados especiales
- Omar Fierro como Pedro Medina
- Pablo Valentín como Óscar
- Pía Sanz como Patricia
- Natalia Madera como Alejandra
- Erik Díaz como Ricardo
- Arena Ibarra como Jimena
- Paco Luna
- Leo Casta
- Clarisa González como Jennifer
- Lesslie Apodaca como Tamara
- Germán Gutiérrez como Hipólito Itúrbide
- Daniel Vidal
- Juan Sahagún como Rubén Campos
- Gerardo Santinez como Abel
- Gustavo Melgarejo como Armando Bedoya
- Zaira Navarro como Griselda
- Jonny Ontiveros como René
- Patricio Labastida como Sebastián
- Cecilia Ponce como Vanessa Sáenz
- Nubia Martí como Olimpia Lascurain
- Fernanda Borches como Cassandra Cantú
- Diego de Erice como Juan José Verástegui
- Montserrat Curis como Violeta

## Episodios
| N.º | Título                                          | Fecha de emisión original | Audiencia (millones) |
| --- | ----------------------------------------------- | ------------------------- | -------------------- |
| 1 | «No quiero dejar de verte nunca»                | 27 de febrero de 2023     | 5.6                  |
| Paula y Rogelio llegan a la misma cafetería donde el destino logra que se conozcan, por su parte, Fernando está cansado de que su mamá siempre lo compare con su hermano Rogelio. Paula logra calmar a Luis durante una de sus crisis. Martina está decidida a buscarle una pareja a su hijo Rogelio, Imelda está interesa en formar parte de la mejor familia de Morelia. Rogelio defiende a Paula del acoso de su invitado, él muestra cierto interés y la sorprende en su camerino con un ramo de rosas. Martina, le sugiere a su hijo que ya es momento de casarse, pero le pide que la mujer que elija, sea de buenas costumbres. Rogelio, organiza todo un plan para estar con Paula en Morelia, durante la cena, le confiesa que desde que la conoció no ha dejado de pensar en ella; Óscar, al ver a Paula con otro hombre, lo ataca por la espalda. |                                                 |                           |                      |
| 2 | «Les presento a mi esposa»                      | 28 de febrero de 2023     | 5.4                  |
| Martina, culpa a Paula del ataque a Rogelio y la amenaza para que no se vuelva a acercar a su hijo. Rogelio localiza a Paula y desesperado por no querer pasar un minuto más sin ella, le propone matrimonio. Rogelio confirma su presencia en la cena familiar, pues le tiene una sorpresa a su mamá con la que espera, se pueda alegrar. Rogelio y Paula acuden a la cena familiar, esperando que la noticia de su matrimonio alegre a Martina, pero ella reacciona de la peor manera. |                                                 |                           |                      |
| 3 | «Una guerra mundial»                            | 1 de marzo de 2023        | 5.4                  |
| Martina le advierte a Paula que se deshará de ella y le reitera su rechazo por casarse con Rogelio. Martina intenta arreglar el incidente en la cena con Rogelio y nombra a Imelda como su nuera perfecta; ella le dice que se casará con Fernando. Fernando le propone matrimonio a Imelda; ante su respuesta, Martina ordena que Rogelio y Paula también deben casarse en una iglesia. Óscar se acerca a Paula para secuestrarla, Imelda los ve y cree que le es infiel a Rogelio. |                                                 |                           |                      |
| 4 | «Hay que seguir reglas»                         | 2 de marzo de 2023        | 5.3                  |
| Rogelio, aprovecha un momento a solas con su madre para pedirle que respete a la mujer que eligió como su esposa, ella le asegura que no durarán mucho. En contra de todo pronóstico, Óscar logra pagar la fianza para recuperar su libertad y así seguir tras Paula. Martina, le avisa a Paula sobre la despedida de soltera que le está organizando a Imelda, por lo que le pide llevarle un regalo, ella al cuestionarla sobre alguna sugerencia, se burla por no conocer las tradiciones de la familia. Marco llega borracho a casa después de la despedida de solteros de Rogelio y Fernando, Blanca lo recibe en su recámara dispuesta a hablar de su relación y se entregan al amor. |                                                 |                           |                      |
| 5 | «Una boda trágica»                              | 3 de marzo de 2023        | —                    |
| Ignacio intenta tranquilizar a su mamá, explicándole que están próximos a lograr su venganza contra la familia Iturbide. Rogelio, le advierte a su mamá que está dispuesto a cambiarse de casa si ve que el trato hacia Paula no es el correcto. Blanca sufre al ver la indiferencia de Marco, Micaela le aconseja que lo olvide, ya que Martina no los dejará ser felices. Paula, sorprende a Martina al llegar a la iglesia con un vestido de novia diferente y Óscar interrumpe la boda con un ataque, en el cual, Paula resulta herida. |                                                 |                           |                      |
| 6 | «Esa mujer tiene un lado oscuro»                | 6 de marzo de 2023        | 5.3                  |
| Imelda está molesta, ya que su boda fue opacada por el ataque a Paula y le exige que pague por ello, Martina está dispuesta a cobrar venganza por su propia cuenta. Luis intenta mediar los problemas entre Rogelio y Paula, pero no logra esconder su admiración por su cuñada, Martina los ve y sospecha de su nuera. Rogelio, le comenta a Paula que fue un error precipitar su boda. ya que no lograron conocerse bien y ella le pide confianza, a pesar de haberle ocultado sus problemas con Óscar. Paula busca a Rogelio para solucionar sus problemas, pero él le reclama por la imagen que refleja en la empresa. |                                                 |                           |                      |
| 7 | «Un convenio de divorcio»                       | 7 de marzo de 2023        | 5.3                  |
| Fernando, le comenta a Micaela que está convencido de que Imelda no lo ama, ya que cuando los dos están en la habitación, ella se muestra fría y distante. Blanca es atacada por un hombre en la calle, afortunadamente Marco es testigo de todo y la defiende. Micaela se preocupa por la reacción de Martina. Viendo los problemas entre Rogelio y Paula, Martina le advierte a Eva que acabará con ella y con Cecilia, si su hijo resulta lastimado. Rogelio descubre que alguien acompañó y pagó la cuenta de Paula y Cecilia, él se preocupa por la imagen que da su esposa frente a la sociedad de Morelia, por lo que ella decide volver a la ciudad. |                                                 |                           |                      |
| 8 | «Necesito que arreglemos esto juntos»           | 8 de marzo de 2023        | 5.4                  |
| Paula, le reclama a Rogelio por el convenio de divorcio, él se da cuenta de que es uno de los juegos de su madre para separarlos. Rogelio intenta remediar sus problemas con Paula, pero ella le demuestra que solo hay una manera para solucionarlo. Martina tiene un detalle con su nueva vecina. Martina se molesta al ver a Paula en su casa, Rogelio reitera su amenaza de irse si continúa maltratándola. Martina, se entera de que Paula fue a una entrevista de trabajo y lo toma como una ofensa, Rogelio teme que su esposa corra peligro. |                                                 |                           |                      |
| 9 | «Empieza la guerra»                             | 9 de marzo de 2023        | 5.3                  |
| Rogelio lleva a Paula a la quinta para tratar de escapar de las presiones de su madre, pero Martina se entromete recordándole sus compromisos. Irma llega a la ceremonia de Hipólito y frente a su imagen jura venganza por el dolor que le causó a su hijo al no reconocerlo como un Iturbide. Rogelio advierte al jefe de Paula que no se exceda con ella. El jefe de Paula intenta crear conflicto hablando de la reputación de Rogelio en Morelia. Erika, la exnovia de Rogelio, lo ve en la calle mientras espera a Paula. |                                                 |                           |                      |
| 10 | «¡Voy a ser mamá!»                              | 10 de marzo de 2023       | 5.2                  |
| Martina espía a Imelda y escucha su conversación sobre su distanciamiento con Fernando y su amor oculto por Rogelio. Paula va sola a la farmacia, Rogelio llega a casa y se preocupa por no saber nada de ella. Paula compra una prueba de embarazo. Martina presiona a Imelda para que se quede embarazada porque se niega a tener su primer nieto de Paula y Rogelio. |                                                 |                           |                      |
| 11 | «Si quiere guerra, guerra tendrá»               | 13 de marzo de 2023       | 5.4                  |
| Cecilia le confiesa sin querer a Ignacio sobre el embarazo de Paula, él conspira en su contra para provocar una fractura entre las amigas. Paula le confirma a Rogelio que serán padres, la noticia provoca sentimientos encontrados en Martina. Marco, le confiesa a su hermano Luis que se enamoró de una compañera del motociclismo, pero se siente confundido ,ya que también siente algo por otra chica, al otro lado de la puerta, Blanca escucha toda la conversación. Paula no hace caso a las indicaciones de Martina y le declara la guerra. Fernando aprovecha que está solo con Imelda y la toma por la fuerza. |                                                 |                           |                      |
| 12 | «Hierba mala nunca muere»                       | 14 de marzo de 2023       | 5.6                  |
| El doctor le advierte a los hermanos Iturbide que un episodio similar podría ser fatal para la Monarca y señala que deberán evitarle disgustos, por su parte, Imelda hace evidente el odio que siente por Paula. Paula le confiesa a Eva ser la culpable del desmayo de Martina, Felipa e Imelda escuchan la confesión. Paula se disculpa con Martina por la discusión, ella le confiesa que todo es una mentira para reafirmar el poder que tiene sobre sus hijos. Fernando, le comenta a Rogelio la idea de que Paula es la culpable de que su mamá estuviera a punto de perder la vida, él no duda en defender la integridad de su esposa. |                                                 |                           |                      |
| 13 | «Queda usted detenido»                          | 15 de marzo de 2023       | 6.0                  |
| Felipa, le advierte a Martina que Beatriz fue vista saliendo de casa de Irma y cree que le tiende una trampa. Erika acepta que se le partió el corazón al saber que Rogelio se casó. Eva sale a pasear con Luis y se horroriza al encontrarse a alguien de su pasad. Martina descubre que su hijo se hizo un tatuaje. Mientras Paula guarda su guitarra, encuentra casualmente un arma escondida entre las pertenencias de Rogelio. Ignacio sufre un ataque en el coche y culpa a Rogelio, por lo que la policía se presenta en la casa de los Iturbide para aprehenderlo. |                                                 |                           |                      |
| 14 | «No es un enemigo fácil»                        | 16 de marzo de 2023       | 5.4                  |
| Con el arresto de Rogelio, Cecilia tiene dudas con respecto a las intenciones de Ignacio, pero él logra distraerla para ponerla de su lado. Mientras Rogelio intenta organizar una romántica salida con Paula, se ve ignorado por su esposa, quien también tiene que lidiar con los planes que había hecho con Cecilia. Blanca se imagina una vida con Marco. Martina, visita a Irma para advertirle que no se volverá a tentar el corazón la próxima que Ignacio meta a alguno de sus hijos en problemas. Paula, le pide a Erika que grabe la canción que toca con Ale, al terminar se desmaya en sus brazos, ignorando que se trata de la exnovia de Rogelio. |                                                 |                           |                      |
| 15 | «Intenciones ocultas»                           | 17 de marzo de 2023       | —                    |
| Rogelio, descubre que Ignacio en realidad es Cristóbal Ruvalcaba y lo confronta sobre sus intenciones con los negocios de la familia Iturbide. Martina, alcanza a escuchar la confesión de amor de Blanca por Marco y ella amenaza a su hijo para que se aleje de dicha mujer. El jefe de Paula se le insinúa para ayudarle a crecer en la escuela, pero ella le pone un alto y renuncia. Rogelio, le reclama a Fernando por intentar retirar una fuerte cantidad de dinero de la empresa, la discusión aumenta hasta que Martina se ve obligada a intervenir. |                                                 |                           |                      |
| 16 | «Todo puede cambiar en un instante»             | 20 de marzo de 2023       | 4.5                  |
| Paula se emociona al ver la cuna de los Iturbide, Martina le aclara que es la que quiere para su nieto, ya que se trata de la cuna que usaron todos sus hijos. Ignacio, le ofrece a Fernando asociarse en uno de sus negocios ilícitos. Erika, le explica a su amiga Patricia que la razón por la que regresó fue para que Lucas se quede con Rogelio si ella llega a faltar. Felipa interrumpe la cena familiar, con la noticia de que la cuna de la familia esta en llamas, haciendo que Martina quede devastada al comprobar que la noticia es verdad. |                                                 |                           |                      |
| 17 | «Tiene que saber que estoy aquí»                | 21 de marzo de 2023       | 5.1                  |
| Rogelio considera que lo mejor para su matrimonio es mudarse de la casa de su madre para evitar enfrentamientos con Paula. Martina encuentra a Eva en la joyería y la confronta por tratar de vender sus cosas. Rogelio sorprende a Paula con un piano, ella se prepara para comenzar sus clases de música y Lucas se convierte en su primer alumno. Erika quiere contarle a Rogelio sobre Lucas, este se sorprende al verla en la inauguración de la escuela de música de Paula. |                                                 |                           |                      |
| 18 | «No te acerques a Paula»                        | 22 de marzo de 2023       | 4.6                  |
| Al terminar la fiesta, Paula encuentra a Blanca en el baño, pide ayuda al darse cuenta de que intentó lastimarse. Paula, le reclama a Martina por intentar decidir sobre la vida personal de sus empleados, la discusión es tan fuerte que todos en la casa las alcanzan a escuchar. Rogelio, visita a Erika para interrogarla por su regreso a Morelia y le deja en claro que no la quiere ver cerca de Paula. Rogelio, le reclama a Marco por sus malas acciones que terminaron lastimando a Blanca, al ver que su hermano intenta librarse de la culpa, lo golpea. |                                                 |                           |                      |
| 19 | «Un reguero de pólvora»                         | 23 de marzo de 2023       | 4.2                  |
| Imelda, regaña a Felipa por su actitud sospechosa, pues esta completamente segura de que por su parte nadie descubrirá que ella mandó a quemar la cuna. Marco, visita a Blanca para disculparse por sus acciones y se sorprende al ver su trato distante. Paula brinda su apoyo a Blanca, ofreciéndole un trabajo en la escuela de música para que pueda ganar dinero y retomé sus estudios. Debido a una emergencia, Paula lleva a Lucas a la comida familiar y al presentarlo, Martina descubre que Erika, la exnovia de Rogelio, esta de vuelta y tiene un hijo. |                                                 |                           |                      |
| 20 | «¡Es mi nieto!»                                 | 24 de marzo de 2023       | 4.5                  |
| Blanca, decide realizarse un cambio de look y sorprende a todos con su nueva imagen, además, comparte sus ganas por retomar sus estudios. Con la llegada de Lucas, Martina teme la reacción de Rogelio si se llegara a enterar de todas las veces en que ha manipulado su vida. Martina, sospecha que Erika pueda inventar que Lucas es hijo de Rogelio, por lo que manda a realizar una prueba de paternidad. Mientras observa el cuarto de su bebé, Paula se empieza a sentir mal y Rogelio se da cuenta del sangrado, temiendo lo peor. |                                                 |                           |                      |
| 21 | «¡Me robaste a mi hijo!»                        | 27 de marzo de 2023       | 4.5                  |
| Martina, encuentra la foto de Rogelio con Erika e intuye que Imelda la puso a propósito para provocarle un disgusto. Rogelio interroga a Erika respecto a su relación con Lucas, al confirmar que es su hijo, ella le confiesa todo su pasado. Rogelio, le echa en cara a Martina por entrometerse en su vida, hizo perderse de los primeros años de su hijo, Lucas. Ahora que Martina sabe que Lucas es su nieto, se atormenta a sí misma pensando en todo el sufrimiento al que lo sometió sin querer. |                                                 |                           |                      |
| 22 | «Quiero que crezca como un Iturbide»            | 28 de marzo de 2023       | 4.5                  |
| Dada la condición de Paula, Rogelio, le pide a Erika que espere un poco antes de contarle la verdad sobre Lucas. Lucas le devuelve el broche a Martina y Paula ve su actitud sospechosa hacia el hijo de Erika. Erika le cuenta a Rogelio todo sobre las visitas de Martina, cuando este se queja con su madre, ella argumenta que solo trata de ayudarlo. |                                                 |                           |                      |
| 23 | «La Monarca se fue para siempre»                | 29 de marzo de 2023       | 4.4                  |
| Imelda descubre que está embarazada y la familia está encantada. Cecilia, le informa a Paula que es gracias a la fundación de Martina que algunos niños obtuvieron becas para la escuela. Sabiendo que Rogelio y Fernando se están mudando de casa, Martina decide mudarse a la ciudad para demostrar su importancia. Imelda le dice a su madre que ya no soporta a Martina. |                                                 |                           |                      |
| 24 | «Sin ti mi vida no tiene sentido»               | 30 de marzo de 2023       | 4.8                  |
| Fernando, le informa a Martina que Marco tuvo un accidente en su motocicleta. El médico informa a la familia Iturbide que después del accidente, Marco tiene una parálisis en las piernas y no saben si volverá a caminar. |                                                 |                           |                      |
| 25 | «¿Interrumpir el embarazo?»                     | 31 de marzo de 2023       | 4.3                  |
| Rogelio, le pregunta a Paula sobre su sociedad con Ignacio, al ver que no fue ella, Rogelio le dice que el dinero de Cecilia viene de Ignacio. Rogelio visita a Erika para hablar de Lucas, Paula cree que le es infiel con su médico. Erika les informa a Paula y Rogelio la mala noticia de que su bebé nacerá con graves problemas de salud, dando como opción el interrumpir el embarazo. |                                                 |                           |                      |
| 26 | «Está usted viendo a su hijastro»               | 3 de abril de 2023        | 3.4                  |
| Martina, visita a Paula para confesarle su agradecimiento y admiración por la decisión tan valiente de seguir con su embarazo. Blanca busca a Martina para agradecerle que la dejó regresar a Villa Morelia, y aprovecha el momento para pedirle permiso de visitar abiertamente a Marco. Rogelio, denuncia a Ignacio por realizar negocios con gasolina de procedencia ilícita y es detenido. Martina visita a Ignacio para amenazarlo por meterse con sus hijos, él le confiesa que es hijo de Hipólito. |                                                 |                           |                      |
| 27 | «La Monarca ha muerto»                          | 4 de abril de 2023        | 4.1                  |
| Honorio, le confirma a Martina que Hipólito le fue infiel con Irma e Ignacio se regodea del sufrimiento de «La Monarca». En vista de las repercusiones de que Ignacio es hijo de Hipólito, Martina prefiere callar lo que sabe a pesar de la recomendación de su abogado. Marco reflexiona sobre sus decisiones, y al ver que no fueron las mejores, opta por darle un giro a su vida. Rogelio regaña a Fernando por guardarle secretos, él le reclama lo mismo y Paula los escucha. |                                                 |                           |                      |
| 28 | «No eres más que la amante»                     | 5 de abril de 2023        | —                    |
| Paula y Luis deciden dejar solo a Rogelio para que logre tranquilizarse, ambos se recuestan en el jardín de la casa, por lo que Martina malinterpreta la situación y les llama la atención. Paula y Luis hacen un plan para animar a Marco, así que Eva sorprende a todos con su gran imitación. Martina llega a la casa de Irma dispuesta a enfrentarla. Martina, le deja en claro a Irma que Hipólito jamás se hubiera divorciado para estar con ella, Ignacio sale en defensa de su madre, pero ella le asegura que le tiene miedo a la monarca. Mientras Erika se debate entre sí luchar por Rogelio o no, Lucas se entera de que el hombre que él creía no es en realidad su padre. |                                                 |                           |                      |
| 29 | «Cuidarse entre todos»                          | 6 de abril de 2023        | —                    |
| Martina, le explica a Fernando que jamás debió entrar a negocios ilícitos y le explica que podrá contar con su familia, siempre y cuando él sea honesto. Ignacio, le cuenta a Cecilia todo el dolor al que fue sometido por ser un hijo ilegítimo de Hipólito Iturbide. Erika se entera de que Lucas jamás entró a clases, y desesperada, busca la ayuda de Paula y Rogelio para encontrar a su hijo. Fernando y Rogelio logran perdonarse por el bien de la familia. Lucas contacta a Rogelio, pero corre al descubrir que lo quiere regresar con Erika, Rogelio alcanza a reaccionar para salvarle la vida a su hijo. Lucas no quiere saber nada de su mamá. |                                                 |                           |                      |
| 30 | «Su corazón dejó de latir»                      | 7 de abril de 2023        | 3.0                  |
| Rogelio, comenta con Martina lo sucedido con Lucas y le asegura que es su obligación decirle que es su verdadero padre, Eva los escucha. Marco, al ver a Blanca platicando con su terapeuta, no duda en hacerle una escena de celos. Rogelio decide contarle a Paula toda la verdad sobre Lucas y le pide a Erika que esté al pendiente, por si la noticia complica el embarazo. Paula comienza a sentirse mal y, al ir a consulta, se enteran de que el corazón de su hija ha dejado de latir. |                                                 |                           |                      |
| 31 | «Perdimos a nuestro bebé»                       | 10 de abril de 2023       | 3.9                  |
| Martina se entera sobre la muerte de su nieta y se lamenta por la noticia. Eva, enfrenta Rogelio por mentirle a Paula sobre su relación con Erika, él le explica la verdad para que pueda entender las circunstancias en las que se encuentra. Para poder asistir al convivio del día del padre, Paula le pide a Rogelio acompañar a Lucas y fingir que es su padre. Imelda intenta deshacerse de la foto de Rogelio y Erika, pero solo logra que Paula la encuentre y descubra que ellos fueron novios. |                                                 |                           |                      |
| 32 | «¡Se acabó!»                                    | 11 de abril de 2023       | 4.4                  |
| Paula, se da cuenta de que Lucas es hijo de Rogelio y se va de la casa, tiempo después, han pasado dos meses y todavía no hay señales de ella. Martina, le ofrece a Erika su apoyo para que pueda recuperar el amor de Rogelio. Marco no logra dejar de sentir celos por todos los hombres que se acercan a Blanca, y le confiesa a Luis que su amor por ella, vivirá para siempre. Paula asiste a una audición para tocar música en un negocio y casualmente el dueño es Ulises, un viejo amigo. |                                                 |                           |                      |
| 33 | «¡Ya encontré a Paula!»                         | 12 de abril de 2023       | 4.1                  |
| Fidel entra al departamento de Eva para tomar el número de celular de Paula, pero al escucharla que sale de bañarse, se esconde en el ropero. Martina, le avisa a Erika que Rogelio ya esta tras la pista de Paula y le aconseja que se apure a seducirlo, antes de que su hijo regrese con Paula. Luis conoce a Aranza, la madre de Axel y queda cautivado inmediatamente. Rogelio llega al restaurante donde canta Paula y la ve acompañada de Ulises, por lo que confirma los rumores de que ella ya tiene novio. |                                                 |                           |                      |
| 34 | «Me viste la cara de estúpida»                  | 13 de abril de 2023       | 4.0                  |
| Rogelio empieza a gritarle a Paula para que no lo abandone, pero la policía intercede y lo detiene para evitar que la discusión llegue a mayores. Paula reconoce que Rogelio no se dará por vencido, así que prefiere visitarlo para reclamarle su engaño. Erika cree que es el momento de recuperar el amor de Rogelio y formar la familia que debieron haber sido desde hace mucho tiempo. Marco, le propone un negocio a Blanca y le deja claro que hará lo que sea necesario para que cumpla su sueño. Paula descubre que Erika le sigue mandando mensajes a Rogelio. |                                                 |                           |                      |
| 35 | «Divorciémonos pacíficamente»                   | 14 de abril de 2023       | 4.2                  |
| Rogelio le explica a Paula su pasado con Erika, pero a pesar de esto, ella no deja de sentirse traicionada por mantener el secreto. Marco busca una pelea con el nuevo novio de Blanca y ella se decepciona por su violenta actitud. Martina, le informa a Erika sobre el divorcio de Rogelio, ella lo busca para ofrecerle su amistad en un intento de recuperarlo. Ulises aprovecha el momento vulnerable de Paula para confesarle su amor. La familia Iturbide se reúne con el licenciado Garibay, pero Martina se muestra insistente en darle la mejor impresión. |                                                 |                           |                      |
| 36 | «Voy a luchar por él»                           | 17 de abril de 2023       | 4.5                  |
| Gabriel le informa a los Iturbide sobre la solicitud de Ignacio de ser reconocido como hijo de Hipólito. Martina ofrece su perdón a la madre de Imelda, a cambio de que se infiltre en la vida de Irma y le informe de todas sus acciones. Erika se encuentra con Paula y le advierte que está dispuesta a luchar por Rogelio, quien interrumpe la reunión. |                                                 |                           |                      |
| 37 | «Tener la sartén por el mango»                  | 18 de abril de 2023       | 4.5                  |
| El abogado de Paula intenta llegar a un acuerdo económico con Rogelio. Rogelio, cita a Ignacio para ofrecerle un bono a cambio de retirar la demanda de reconocimiento, pero Ignacio insiste en ser un Iturbide. Ignacio interrumpe la boda para agradecer la presencia de sus hermanos, humillando así a la familia Iturbide frente a los invitados. |                                                 |                           |                      |
| 38 | «Nadie puede humillarme»                        | 19 de abril de 2023       | 4.5                  |
| Además de haber humillado a la familia Iturbide, el anuncio de Ignacio hace que Cecilia se arrepienta de haberse casado con él. Marco no duda en golpear a Ignacio. Martina, reúne a las mujeres de la asociación para dejarles claro que Irma no la pisoteará y todas reiteran su apoyo. |                                                 |                           |                      |
| 39 | «¡Yo soy tu padre!»                             | 20 de abril de 2023       | 4.5                  |
| Erika se encuentra con Paula y le deja claro que luchará para que Rogelio la ame de nuevo, pero Paula le recuerda que todavía es un hombre casado. Cecilia es plantada por Ignacio en el aeropuerto y cree que él solo la enamoró como parte de su venganza contra la familia Iturbide. Rogelio y Erika se encuentran con Lucas para decirle que él es su padre biológico, Lucas sale de su casa y busca refugio con Paula. |                                                 |                           |                      |
| 40 | «No me quiero divorciar»                        | 21 de abril de 2023       | 4.2                  |
| Cansado de las discusiones entre sus hermanos, Fernando ofrece su apoyo a Ignacio para mediar en los problemas con su familia y llegar a un acuerdo. Irma intenta obligar a Cecilia a mudarse a su casa, pero Cecilia le deja claro que no permitirá que se entrometa en su matrimonio. Tras sufrir un accidente, Paula llega tarde a la audiencia y sorprende a Rogelio con su decisión de no divorciarse. |                                                 |                           |                      |
| 41 | «Eres una mujer insaciable»                     | 24 de abril de 2023       | 4.5                  |
| Paula y Rogelio llegan a casa con la noticia de que no están divorciados, arruinando la fiesta de cumpleaños de Martina. Imelda le señala a Fernando que es menospreciado en la familia y en la empresa. Paula intenta hablar con Martina para solucionar los problemas entre ellos, pero Martina le hace ver las razones por las que no es una mujer adecuada para su hijo. Lucas asume la tarea de interponerse entre Rogelio y Paula para hacer feliz a su madre. |                                                 |                           |                      |
| 42 | «Es mi última palabra»                          | 25 de abril de 2023       | 4.3                  |
| Paula, se entera de que Rogelio la dejó plantada por celebrar a su madre y sabe que Erika fue quien la omitió de la celebración. Ignacio se queja con Cecilia por no esperarlo en casa y tiene un arrebato. Rogelio quiere acercarse a Ignacio para vigilarlo, en un ataque de celos, Fernando se queja con él y vuelven a enfrentarse. Imelda se queja con Paula de su presencia en la casa y se desliza por las escaleras. |                                                 |                           |                      |
| 43 | «Esa bebé no es mía»                            | 26 de abril de 2023       | 5.4                  |
| Erika le informa a Fernando que aunque la caída no tuvo nada que ver, Imelda ya está de parto. Imelda no reconoce a su hija y culpa a Paula por su accidente. Martina sabe que Paula nunca habría tirado a Imelda, pero le asegura que no hizo nada para evitar el accidente y la amenaza para que no le pase nada malo a su nieta. Ignacio confronta a Cecilia por molestar a su madre. |                                                 |                           |                      |
| 44 | «En la vida no hay casualidades»                | 27 de abril de 2023       | 4.3                  |
| La exhumación de la tumba de Hipólito sale en los diarios provocando una crisis en la empresa, Fidel informa a la familia que fue Fernando quien la autorizó. Fernando se entristece al ver que Imelda rechaza a su hija. Erika se entera de que Rogelio viajará a Miami y lo ve como su última oportunidad para seducirlo y volver a estar a su lado. |                                                 |                           |                      |
| 45 | «Estás hartando a Fernando»                     | 28 de abril de 2023       | —                    |
| Paula se sorprende al ver a Erika en la habitación de Rogelio, pero le aclaran a Erika cuál es su lugar en la familia. Imelda regresa a casa con su bebé, pero no quiere cuidarla. A Imelda le cuesta calmar a Ada y Paula le ofrece ayuda, ella acepta y le pide que la lleve a dormir a su habitación. Martina, aprovecha la ausencia de Luis para leer su diario y confirma que siempre ha estado enamorado de Paula. |                                                 |                           |                      |
| 46 | «¡Mi mamá no despierta!»                        | 1 de mayo de 2023         | 3.7                  |
| Martina le echa en cara a Luis por enamorarse de Paula y él a ella por guardar tantos secretos. Paula escucha que Imelda necesita ayuda con Ada, pero cuando intenta ayudar, Imelda se queja con ella por intentar robarle el cariño a su hija. Lucas le pide ayuda a Rogelio porque su madre se desmayó, cuando llega, ella se despierta y le confiesa su amor sin importarle que Paula esté presente. |                                                 |                           |                      |
| 47 | «Exceso de confianza»                           | 2 de mayo de 2023         | 4.5                  |
| Martina recibe un regalo de Gabriel que le recuerda la época en que él le pidió matrimonio y acordaron luchar contra los deseos de su padre por amor. Tras ser expulsada de la casa por Ignacio, Irma decide vengarse de Cecilia. Ignacio se da cuenta de la química entre Fernando y Ximena y decide seguirlos hasta encontrarlos en una situación comprometida para chantajear a Rogelio. Lucas escucha accidentalmente que su madre tiene cáncer y le queda poco tiempo de vida. |                                                 |                           |                      |
| 48 | «Encárguense de mi hijo»                        | 3 de mayo de 2023         | 4.6                  |
| Rogelio llama a Erika y le dice que gracias a su descuido, Lucas se enteró de su diagnóstico. Ignacio se pelea en el mismo bar donde están los hermanos Iturbide y todos lo defienden. Erika les revela a Rogelio y Paula su diagnóstico y les pide que cuiden a Lucas. |                                                 |                           |                      |
| 49 | «Ignacio sí es un Iturbide»                     | 4 de mayo de 2023         | 4.3                  |
| Erika se sincera con Paula y se disculpa por intentar robar el amor de Rogelio, Paula le ofrece su apoyo. Irma le asegura a Ignacio que ya no tiene ganas de vivir porque siente su rechazo. Erika graba un mensaje para Lucas asegurándole que siempre lo cuidará. Fernando le ofrece a Ignacio parte de sus acciones para que ambos tengan voz en la empresa. |                                                 |                           |                      |
| 50 | «No pudimos salvarla»                           | 5 de mayo de 2023         | 4.4                  |
| El médico le informa a Erika que es el mejor momento para extirpar el tumor, Lucas no quiere que su madre se someta al procedimiento, pero ella le hace un juramento. Erika se despierta de la operación, le dice unas palabras a su hijo y muere. |                                                 |                           |                      |
| 51 | «Paula nunca va a ser mi mamá»                  | 8 de mayo de 2023         | 4.2                  |
| Irma, lee una vieja carta que le escribió Hipólito antes de morir en la que le expresa su intención de reconocer a Ignacio como un Iturbide, para evitarle futuras penas. Paula intenta consolar a Lucas por la pérdida de Erika, pero él reacciona negativamente hacia ella. Paula comienza a sentirse enferma y se desmaya, el médico le informa que el motivo de su malestar es porque está embarazada. |                                                 |                           |                      |
| 52 | «Tu madrastra está embarazada»                  | 9 de mayo de 2023         | 4.6                  |
| Imelda, se entera de que Paula está embarazada y se pone celosa porque sabe que perderá el control sobre la familia Iturbide. Beatriz ya no quiere que Jimena siga trabajando con Fernando, Rogelio le aconseja que la despida. Imelda y Beatriz visitan a Irma para husmear en su casa, cuando Imelda ve las cartas de Hipólito, las lleva a chantajear a Martina. Imelda logra poner a Lucas en contra de Rogelio y Paula. Martina se entristece al saber que Luis ya no va a vivir con ella. |                                                 |                           |                      |
| 53 | «Hemos decidido casarnos»                       | 10 de mayo de 2023        | 4.0                  |
| Martina se entera de que fue Imelda quien le contó a Lucas sobre el embarazo de Paula y se queja de sus intentos de hacerle daño a su nieto. Beatriz y Martina discuten la relación de Fernando con Imelda y le muestra a Martina evidencia de que su hijo está teniendo una relación con su secretaria. Paula cree que ha llegado el momento de que Lucas vea el primer video de Erika y logra animarlo a seguir adelante. Marco y Blanca se casan en una sorpresiva ceremonia civil y Martina queda impactada. |                                                 |                           |                      |
| 54 | «Mi hijo se casó con la sirvienta»              | 11 de mayo de 2023        | 4.4                  |
| La familia felicita a Marco por su boda con Blanca, pero Imelda se molesta al ver que alguien que solía estar en el personal de servicio se une a la familia. Mientras busca a Lucas, Paula encuentra a Martina besando a Gabriel. |                                                 |                           |                      |
| 55 | «Quiero que nos divorciemos»                    | 12 de mayo de 2023        | 4.7                  |
| Martina intenta convencer a Paula de que no diga nada sobre lo que vio, pero se sorprende al saber que no tiene intención de lastimarla. Decepcionado por las confesiones de Imelda, Fernando se da cuenta de que ella nunca lo amó y le pide el divorcio. Beatriz le revela a Imelda que Fernando tiene una aventura con Jimena y le muestra las pruebas de su infidelidad. Imelda le da las cartas de Hipólito a Martina y cuando comienza a leerlas, se da cuenta de que pueden usarse contra Irma. |                                                 |                           |                      |
| 56 | «Lady Cornuda Iturbide»                         | 15 de mayo de 2023        | 5.1                  |
| El video de Imelda atacando a Jimena se viraliza y llega a Martina, quien le reclama por haber humillado a la familia en público. Fernando y Rogelio se encuentran con un periodista, quien les ayuda a cambiar el enfoque del video. Irma intenta convencer a Ignacio de que abandone sus ataques contra la familia Iturbide, pero él le explica que ya es demasiado tarde para eso. Imelda arremete contra todos en Villa Morelia y cuando intenta hablar mal de Paula frente a Lucas, Paula la abofetea. |                                                 |                           |                      |
| 57 | «No puedo más»                                  | 16 de mayo de 2023        | 4.7                  |
| Con todos los problemas en casa, Rogelio le sugiere a Paula que busque una casa propia. Imelda recibe una advertencia de Martina. Martina va a ver a Gabriel pero lo encuentra con Vanessa. Imelda decide dejar a Fernando. Cecilia le sugiere a Ignacio que ingrese a Irma en una institución y él se vuelve loco. Cecilia está dispuesta a seguir aguantando los exabruptos de Ignacio y prefiere abandonarlo. Lucas le dice a Rogelio que escuchó a Paula hablando con Ulises todo el día y cuando se entera de que se tienen un cariño especial, estalla en celos. |                                                 |                           |                      |
| 58 | «Salud por la caída de los Iturbide»            | 17 de mayo de 2023        | 5.0                  |
| Eva le confiesa a Fidel que esconde un secreto, entre ellos la muerte de los padres de Paula. Imelda busca a Claudio para asegurarse de que Jimena desaparezca de la vida de Fernando. Ignacio se encuentra con una mujer misteriosa que planea ayudarlo a provocar la caída de la familia Iturbide. |                                                 |                           |                      |
| 59 | «Negocios puercos»                              | 18 de mayo de 2023        | 4.5                  |
| Fidel busca la casa de Carmelo para obtener información que pueda ayudar a la familia Iturbide a deshacerse de Ignacio. Lucas no está emocionado con la idea de ser el hermano mayor. Carmelo se reúne con Rogelio y Fidel para venderles toda la información que necesitan para probar los fraudes de Ignacio. Martina se divierte en la despedida de soltera de Eva. Fernando llega tarde a la propuesta de Andrea, lo que hace que Imelda se ponga furiosa, confirmando a todos sus problemas matrimoniales. |                                                 |                           |                      |
| 60 | «Aquí nos morimos las dos»                      | 19 de mayo de 2023        | 4.8                  |
| Al ver a Imelda al borde de la locura, Paula intenta arreglar los problemas que hay entre ellos para demostrarle que solo quiere ayudarla. Eva y Fidel se casan. Al ver que su chantaje contra Martina no funcionó, Irma decide atraparla en la cabaña y así acabar con sus vidas con el incendio de la cabaña. |                                                 |                           |                      |
| 61 | «Voy a dejar de esconderme»                     | 22 de mayo de 2023        | —                    |
| Al ser dada de alta, Rogelio interroga a Martina para saber qué hacía en la cabaña con Irma, ella evita hablar del tema delatando que esconde algún secreto. Rogelio no aprueba la idea de que haya algo entre Martina y Gabriel y le exige que se aleje de su madre, Imelda no duda en insultar a Paula al ponerle un sobrenombre. Después de haber estado cerca de la muerte, Martina esta dispuesta a luchar por su felicidad sin importar si sus hijos aprueban o no. |                                                 |                           |                      |
| 62 | «Un amor que todos rechazan»                    | 23 de mayo de 2023        | 4.8                  |
| Ignacio interroga a Irma sobre el incendio, pero ella se niega a decirle la verdad. Paula le dice a Rogelio que ella ya sabía de la relación entre Martina y Gabriel, pero Rogelio está molesto con ella por ocultarle el secreto de su madre. Imelda le pide a Fernando la oportunidad de volver a ser feliz. Martina reúne a sus hijos para anunciar que está en una relación con Gabriel, todos están sorprendidos con la noticia. |                                                 |                           |                      |
| 63 | «Probar mi propia medicina»                     | 24 de mayo de 2023        | 4.2                  |
| Con la reacción de su familia ante la noticia de su relación con Gabriel, Martina le asegura a Gabriel que cometió un error del que pronto se arrepentirá. Rogelio le devuelve el encendedor de Hipólito a Ignacio y ambos llegan a la conclusión de que Martina o Irma prendieron fuego a la cabaña. Cecilia está cansada de los arrebatos tempestuosos de Ignacio, por lo que prefiere dejarlo. Beatriz se ofrece a contarle a Ignacio la verdad sobre el incendio con la intención de acabar con el imperio de Iturbide. |                                                 |                           |                      |
| 64 | «Ahora la que se va a divorciar soy yo»         | 25 de mayo de 2023        | 4.7                  |
| Ignacio le dice a Fernando que se enteró de que Martina tiene una carta que les podría ayudar a saber qué pasó el día del incendio y le pide que la busque. Mientras Imelda organiza todo para la fiesta sorpresa de Fernando, él disfruta de una velada romántica con Jimena. Cuando es dada de alta del hospital, Irma es sorprendida por la policía con una orden de arresto por atentar contra la vida de Martina. |                                                 |                           |                      |
| 65 | «Pasar sobre mi cadáver»                        | 26 de mayo de 2023        | 4.5                  |
| Cecilia regresa a casa para terminar de empacar sus cosas, pero Ignacio la llena de quejas por su abandono y trata de evitar que vuelva a irse. Martina cancela sus planes con Gabriel porque sus hijos la necesitan. Martina se queja con Imelda por su comportamiento en la cena, pero Imelda critica su relación con Gabriel. Fernando encuentra y entrega la carta de Ignacio Hipólito y se sorprende al ver que Irma tiene la culpa de las deficiencias que alimentaron su odio. |                                                 |                           |                      |
| 66 | «Me convertiste en un asesino»                  | 29 de mayo de 2023        | 5.1                  |
| Paula le pide a Rogelio que se dé la oportunidad de escuchar a Martina y dejar de interponerse entre ella y Gabriel. Gracias a la decepción que sufre al descubrir la carta de Hipólito, Ignacio se da cuenta de que es incapaz de cambiar y cree que está condenado a la infelicidad. Rogelio escucha a Martina sobre su relación con Gabriel. Ignacio se enfrenta a Irma por quitarle la vida que podría haber tenido y al salir es atropellado por un misterioso vehículo. |                                                 |                           |                      |
| 67 | «La familia perfecta»                           | 30 de mayo de 2023        | 4.7                  |
| Adriana se enoja con Luis y hace una escena y lo reprende por sus sentimientos por Paula, Rogelio escucha la conversación. Cecilia recurre al psicólogo de Ignacio en busca de la ayuda que necesita para acercarse a él y encontrar la verdad detrás de la carta de Hipólito. Imelda aprovecha la llegada de Blanca del colegio para presentársela a los amigos de Martina como la mujer de Marco. Lucas le gasta una broma a Paula que la hace correr y tropezar por las escaleras. |                                                 |                           |                      |
| 68 | «Una enfermedad grave»                          | 31 de mayo de 2023        | 4.5                  |
| Rogelio se reúne con Ignacio para reparar su ya dañada relación, Ignacio cree que su hermano no muestra interés genuino en él. Rogelio y Lucas llevan a Paula al médico para que le revisen la caída. Fernando e Imelda informan a la familia de la noticia de que Ada puede estar sufriendo una enfermedad de la sangre. Rogelio decide enfrentarse a Luis cuando se entera de que está enamorado de Paula. |                                                 |                           |                      |
| 69 | «Aléjate de mi esposa»                          | 1 de junio de 2023        | 4.2                  |
| Luis intenta arreglar las cosas con Rogelio, pero este lo rechaza por su traición. Cecilia recibe consejos para olvidarse de los problemas ajenos y centrarse en arreglar su amistad con Paula. Irma sufre una recaída estando en la institución mental, pues asegura que Martina dispuso todo para envenenar su comida. Rogelio cuestiona a Luis sobre sus motivos para mudarse a Los Ángeles, ya que está seguro de que es para distanciarse de Paula; ella los escucha. |                                                 |                           |                      |
| 70 | «Bienvenido a la familia»                       | 2 de junio de 2023        | 4.6                  |
| Beatriz aprovecha la ausencia de Martina en la reunión de la fundación para conspirar contra ella para quitarle la presidencia. Imelda arruina el evento de Martina y Paula al cancelar la actuación de los músicos. Irma escapa del manicomio y Rogelio ayuda a Ignacio en la búsqueda, al encontrarla, ella lo ve y trata de apuñalarlo. Rogelio invita a Ignacio a comer con la familia y los hermanos lo aceptan, Martina al principio lo rechaza, pero finalmente lo acoge como uno más de la familia Iturbide. |                                                 |                           |                      |
| 71 | «No me dejes, mamá»                             | 5 de junio de 2023        | 4.4                  |
| Paula le comenta con Rogelio una propuesta para seguir cantado con Ulises, pero él se muestra celoso al ver que jamás podrá competir contra el amor de su esposa por la música. Imelda acepta que su relación con Fernando ha llegado a su fin, por lo que accede a firmar el divorcio bajo una condición. Ignacio comenta con Irma la alegría que le da ver su nueva relación con los Iturbide, ella se decepciona que su hijo haya cedido tan fácilmente y lo desconoce. Ignacio recibe una llamada en la que le informan que lamentablemente Irma ha perdido la vida, dejando una nota de despedida. |                                                 |                           |                      |
| 72 | «Te ruego que acabes con ellos»                 | 6 de junio de 2023        | 4.4                  |
| El doctor informa a Fernando e Imelda que pese a su preocupación inicial, los análisis arrojaron resultados positivos, demostrando que Ada no sufre de alguna enfermedad mayor. Fernando decide que lo mejor para su vida es ya no saber nada de Jimena, por lo que la bloquea de sus redes sociales. Martina aprovecha la reunión de las damas de la fundación para anunciar su postulación como presidenta de la fundación, Beatriz teme que sus planes se desmoronen. Rogelio, Fernando, Marco, Luis y Fidel sorprenden a las mujeres de Villa Morelia al llevarles una romántica serenata. |                                                 |                           |                      |
| 73 | «No acepto»                                     | 7 de junio de 2023        | 4.8                  |
| Imelda descubre que su esfuerzo por impedir que Fernando se separe de ella está rindiendo frutos, pues espera otro hijo. Ignacio le avisa a Fernando que se alejará y devolverá las acciones que le regaló, y le aconseja hacerse de más para convertirse en presidente de la empresa. Paula logra sacar a Luis de su ataque de pánico antes de la boda, Andrea se da cuenta de que jamás la amará como a ella y rechaza casarse con él. Imelda adquiere un paquete de acciones de la empresa de la familia Iturbide y cede su poder a su esposo, por lo que le da el suficiente poder para convertirlo en presidente. |                                                 |                           |                      |
| 74 | «¡Ya nació!»                                    | 8 de junio de 2023        | 5.0                  |
| Lucas sueña con su mamá quien le asegura que Rogelio regresará a su lado, Paula sufre uan crisis por no saber sobre el paradero de su esposo. Cecilia, le cuenta a Paula la conversación que escuchó entre Ignacio e Imelda, en la cual hablaban de lastimar a Rogelio, por lo que decide confrontarla. Ignacio, al encontrar a Rogelio en el hospital, lo reta para seguir enfrentándose como enemigos que son. Paula entra en labor de parto, la doctora le advierte que será un procedimiento complicado, ya que ella y su bebé están en peligro. |                                                 |                           |                      |
| 75 | «Vengo a detenerlo»                             | 9 de junio de 2023        | 4.6                  |
| Imelda, le exige a Felipa robar el regalo que Martina planea darle a Jazz, ella ya no soporta los chantajes y le confiesa a la Monarca la maldad de su nuera. Fidel se reencuentra con una compañera del orfanato y Eva cree que le está siendo infiel. Martina y Gabriel platican de los deseos que quieren cumplir antes de morir. Martina enfrenta a Imelda por obligar a Felipa a robarle y le advierte que va en el mismo camino de amargura que su madre. Imelda se muestra arrepentida por primera vez, se disculpa con Fernando y le pide una oportunidad, pero su felicidad se ve opacada por la venganza de Ignacio. |                                                 |                           |                      |
| 76 | «Están arruinados»                              | 12 de junio de 2023       | 4.5                  |
| Ignacio manipula a Fernando para hacerle creer que su encarcelamiento es culpa de Rogelio. El escándalo en el que se ven inmersos los Iturbide hace que las acciones de la empresa caigan, dejándolos en quiebra. Imelda recuerda las palabras que Ignacio le dijo el día de la inauguración de la empresa, y asegura que él esta detrás de todo el problema legal de Fernando. Gabriel le informa a la familia Iturbide que el banco venderá Villa Morelia para poder liquidar la deuda por el préstamo que solicitaron. |                                                 |                           |                      |
| 77 | «Adiós Villa Morelia»                           | 13 de junio de 2023       | 5.2                  |
| Rogelio teme haber decepcionado a Paula y a su hija, pero ella le deja claro que estando juntos, lograrán salir adelante, Martina rompe en llanto al saber que ya no vivirá en Villa Morelia. Rogelio confronta a Ignacio por su complicidad por Carmelo, Cecilia los escucha y se vuelve a decepcionar de él, por lo que decide callar lo de su embarazo. Al darse a conocer que la familia Iturbide está en quiebra, la dueña que le renta la casa a Paula para dar sus clases de música, le cancela el contrato. La familia Iturbide se despide de Villa Morelia para evitar conocer al nuevo dueño; Ignacio toma posesión de su nueva casa. |                                                 |                           |                      |
| 78 | «Todo esto fue mi culpa»                        | 14 de junio de 2023       | 4.6                  |
| Preocupada por la nueva situación de los Iturbide, Beatriz le ofrece a Imelda volver a casa, pero ella le asegura que la única ayuda que le interesa es la libertad de Fernando. Rogelio va a entrevistas de trabajo, pero es rechazado gracias a las acciones de Ignacio. Fernando se da cuenta de que para Ignacio, él era solo una pieza más en su plan contra la familia Iturbide y asume la responsabilidad de las desgracias que trajo a la familia. La familia Iturbide recibe una oferta para vender un terreno que les ayudará a salir de deudas. |                                                 |                           |                      |
| 79 | «Esa mujer es el diablo»                        | 15 de junio de 2023       | 4.6                  |
| Ignacio descubre que Cecilia está embarazada; él le asegura que no podrá separarlo de su hijo, pero Cecilia teme por su seguridad. Olimpia rechaza cualquier propuesta de prestar dinero a los Iturbide, pero Rogelio la confronta por el odio que siente hacia su madre. Felipa escucha a Ignacio hablando con Olimpia e inmediatamente le avisa a Mica. Martina alarma a sus hijos con su desaparición y viaja a la ciudad con la intención de enfrentarse a Olimpia. |                                                 |                           |                      |
| 80 | «¡Nos mudamos a la Ciudad de México!»           | 16 de junio de 2023       | —                    |
| Martina acepta la oferta de Olimpia de mudarse a la ciudad para negociar la venta del terreno. Cecilia le confirma su embarazo a Ignacio, este se niega a que su hijo viva sin padre y planea algo contra Cecilia. Patricia planea aprovechar los problemas de Rogelio para luchar por la custodia de Lucas. Fernando viaja a Morelia para confrontar a Ignacio por su traición y también por meterlo en la cárcel. |                                                 |                           |                      |
| 81 | «El verdadero padre de Rogelio»                 | 19 de junio de 2023       | 4.3                  |
| Beatriz se reúne con Olimpia para discutir las malas decisiones de Martina, lo que le hace perder poder con la fundación. Cecilia programa una cita en una clínica con la intención de interrumpir su embarazo. Ignacio se encuentra con Cassandra en un restaurante y comienzan a discutir por la misma mesa, luego logran negociar. Olimpia confronta a Martina con la idea de que existe la posibilidad de que Rogelio no sea hijo de Hipólito. |                                                 |                           |                      |
| 82 | «La misma representación del mal»               | 20 de junio de 2023       | 4.4                  |
| Gabriel visita a Olimpia en su oficina y le aconseja que perdone a Martina por lo sucedido en el pasado. Olimpia reúne a la sociedad de Morelia para criticar la forma en que vive Martina después de una vida llena de lujos. Las mujeres de la sociedad de Morelia le informan a Martina que realizarán un acto benéfico en su honor, ella las rechaza y termina su amistad. Olimpia expone a Imelda sobre la deuda que tiene con ella por no pagar la ropa que compró en su tienda y Martina, al ver la actitud de su cuñada, les pide a todos que vigilen su comportamiento. |                                                 |                           |                      |
| 83 | «Voy a jugar con los Iturbide»                  | 21 de junio de 2023       | 4.4                  |
| Fernando, le confiesa a Imelda que la razón detrás de su estrés no solo es su situación actual, sino la acusación de Olimpia a Martina con respecto a Rogelio. Paula acepta la recomendación de Olimpia y se comunica a la escuela donde necesitan una maestra de música. Ignacio se encuentra con Cassandra en la calle, la aborda y la invita a dar un paseo, él ignora que ella trabaja para su tía Olimpia. Rogelio se entera de que Paula recibió otra oferta de trabajo y se molesta al saber que va a descuidar a su hija recién nacida. |                                                 |                           |                      |
| 84 | «Tú eres hijo de Gabriel»                       | 22 de junio de 2023       | 5.1                  |
| Imelda y Beatriz toman las muestras de Rogelio y Gabriel para confirmar si son padre e hijo. Olimpia se niega a renunciar a encontrar a un pariente desaparecido, sin importar cuánto dinero le cueste. Violeta invita a almorzar a Rogelio y no se rinde aunque sabe que es un hombre casado. Fernando estalla contra Martina, creyendo que su madre sigue mintiéndole a la familia a pesar de los problemas en los que se encuentran, y le revela a Rogelio que Gabriel es su verdadero padre. |                                                 |                           |                      |
| 85 | «Dar la última estocada»                        | 23 de junio de 2023       | 4.8                  |
| Paula intenta convencer a Olimpia para que deje rencores y se una a la familia Iturbide en una convivencia pacífica, pero Olimpia prefiere mantener las distancias y obliga a Paula a salir de su oficina. Imelda le entrega a Rogelio el resultado de la prueba de ADN, provocándole dudas sobre su verdadero origen. Gabriel lleva a Martina a Morelia y mientras va a la tienda, ella desaparece; la familia Iturbide está angustiada por la noticia, pero a ella le molesta saber que Rogelio se hizo una prueba de ADN. |                                                 |                           |                      |
| 86 | «¿Te quieres casar conmigo?»                    | 26 de junio de 2023       | 4.7                  |
| La familia Iturbide se sorprende al saber que Martina fue a Villa Morelia y estaba siendo cuidada por Ignacio. Alejandra y Titi visitan a Cecilia para acompañarla en su depresión, ahora que se ha divorciado de Ignacio. Después de olvidar el cumpleaños de Martina, Paula le pide ayuda a Imelda para organizarle una cena sorpresa. Gabriel sorprende a Martina al darle un anillo de compromiso minutos antes de la celebración de su cumpleaños. |                                                 |                           |                      |
| 87 | «Vivir con la culpa encima»                     | 27 de junio de 2023       | 5.3                  |
| Olimpia visita a Gabriel sin saber que está con la familia Iturbide, Martina aprovecha la ocasión para presumirle su compromiso. Paula visita a Olimpia y sin querer escucha una conversación sobre la búsqueda de su hija perdida, dejándola sin más opción, que decirle la verdad. Martina entra en confusión y no sabe qué están haciendo en el hospital, Gabriel cree que es una broma de su prometida pero Fernando le hace un par de comentarios a su mamá que inquietan a la familia. Fidel le confirma a Fernando que Olimpia le ha realizado generosas aportaciones a Ignacio desde hace mucho tiempo. |                                                 |                           |                      |
| 88 | «Esta no es mi hija»                            | 28 de junio de 2023       | 5.0                  |
| El investigador le informa a Olimpia que logró encontrar a su hija e incluso han coincidido en eventos sociales. Cecilia le revela a Ignacio las razones por las que le ocultó su embarazo. Con la muerte de Carmelo, Gabriel le informa a Fernando que será liberado de todos los cargos en su contra. Paula se da cuenta de que Rogelio regresó del parque con otro bebé que no es Jazz. |                                                 |                           |                      |
| 89 | «¡Se acabó la pesadilla!»                       | 29 de junio de 2023       | 4.8                  |
| Felipa confirma que está embarazada y sorprende a Melitón al revelarle que espera mellizos. Imelda se da cuenta de que disfruta organizando eventos y le propone a Fernando que siga haciéndolo, pero él se enfada al saber que ella quiere llevar dinero a la casa. Olimpia visita a su hija en el hospital, pero muere momentos antes de confesarle que es su madre. Olimpia le entrega a Martina los documentos necesarios para llevar a cabo la venta del terreno, argumentando que quiere corregir sus errores. |                                                 |                           |                      |
| 90 | «Quiero hacer una tregua»                       | 30 de junio de 2023       | 5.1                  |
| Al no comprender el repentino cambio de Olimpia, Paula le explica a Martina que su cuñada perdió a una hija. Después de un largo día de trabajo, Lucas le regala a Regina un tierno anillo y le promete darle todo lo mejor. A pesar de no estar lista para perdonarla, Martina le ofrece sus condolencias a Olimpia y la reconoce como parte de la familia. Ignacio le ofrece a Martina una tregua y le regresa Villa Morelia dejándole en claro que la guerra aún no termina. |                                                 |                           |                      |
| 91 | «Siempre vendrán tiempos mejores»               | 3 de julio de 2023        | —                    |
| La familia Iturbide regresa a Villa Morelia y gracias a Gabriel recuperaron todas sus pertenencias. Rogelio agradece a Ignacio por darle la villa y le pide que formalice la entrega para mantener la paz entre ellos, pero Ignacio planea no estar en paz con él. Imelda conoce a Violeta en Villa Morelia y al ver su interés por Rogelio, decide ponerla en su lugar. Paula se pone celosa cuando ve a Violeta limpiando la camisa de Rogelio. |                                                 |                           |                      |
| 92 | «¡No se muevan!»                                | 4 de julio de 2023        | 4.4                  |
| Paula está segura de que Violeta quiere sabotear su matrimonio. Ignacio le dice a Cassandra que está preocupado por el futuro de su hijo y por el de Cecilia. Con la boda de Martina y Gabriel a la vuelta de la esquina, Martina es sorprendida con una despedida de soltera y mientras disfrutan de la fiesta, las mujeres son agredidas por los animadores que contrataron. |                                                 |                           |                      |
| 93 | «¡Ayúdenme por favor!»                          | 5 de julio de 2023        | 5.1                  |
| Lucas se entera de que los ladrones se llevaron la tableta donde tenía guardados los vídeos que le dejó su madre antes de morir. Violeta provoca los celos de Paula haciéndole creer que salió a tomar un café con Rogelio. Ignacio vuelve a interceptar a Cecilia, ella le pide que evite momentos incómodos. A solas con Jazz, Martina sufre otra crisis de memoria y pide ayuda, creyendo que Jazz es un bebé que fue abandonado. |                                                 |                           |                      |
| 94 | «Imelda emprendedora»                           | 6 de julio de 2023        | 4.8                  |
| Imelda y Fernando discuten la propuesta de trabajo de José Juan. Martina está preocupada por su salud mental por lo que visita al médico dispuesta a hacerse una serie de pruebas, pero con la condición de que no le diga nada a sus hijos. Paula le dice a Lucas que lograron recuperar los objetos robados, él la sorprende llamando a su mamá. Martina le revela a la familia que le dará poder a Gabriel dentro de la empresa, Rogelio y Fernando se sienten traicionados. |                                                 |                           |                      |
| 95 | «¿Con quién pasó la noche tu esposo?»           | 7 de julio de 2023        | 4.7                  |
| Sorprendido por la decisión de Martina, Gabriel le pide que reconsidere, ya que está seguro de que sus hijos son capaces de dirigir la empresa en la dirección correcta. Fernando encuentra a José Juan de la mano de Imelda y se pone celoso, Imelda se queja con él y deja en evidencia su romance con Ximena. Violeta aprovecha la discusión de Imelda con Fernando para hacerle creer que tiene una aventura con Rogelio. El médico le informa a Martina que las pruebas preliminares muestran que su pérdida de memoria se debe a un derrame cerebral. |                                                 |                           |                      |
| 96 | «Lady Monarca»                                  | 10 de julio de 2023       | 4.7                  |
| Martina se entera de la intromisión de Violeta en la vida de Rogelio y la visita para exigirle que se mantenga alejada de él. Ignacio le ofrece a Violeta su ayuda para lograr sus planes de quedarse con Rogelio y sacar a Paula de su camino. Cecilia da a luz a su hijo. |                                                 |                           |                      |
| 97 | «En el amor y la guerra todo se vale»           | 11 de julio de 2023       | 4.6                  |
| Fernando se entera de que Imelda salió a comer con José Juan y los confronta en un ataque de celos. Violeta le confiesa su amor a Rogelio y mientras él intenta alejarla, ella le roba un beso; Marco y Blanca los ven. |                                                 |                           |                      |
| 98 | «¿Despido injustificado?»                       | 12 de julio de 2023       | 4.7                  |
| Rogelio reacciona al beso de Violeta y la despide. Amiga de Violeta y le aconseja que no se quede callada y denuncie a Rogelio. Cassandra se da cuenta de que no puede continuar con Ignacio sin antes confesarle su pasado. Rogelio le dice a Paula que Violeta lo besó, ella le reclama por no poner límites antes. Violeta se enfrenta a Rogelio por prohibirle el ingreso a la empresa, él decide detenerla, pero al intentar escapar es atropellada. |                                                 |                           |                      |
| 99 | «Lo vas a pagar muy caro»                       | 13 de julio de 2023       | 5.1                  |
| José Juan confronta a Rogelio cuando cree que él tiene la culpa del accidente de Violeta y advierte que pagará por sus acciones. Violeta le confiesa a José Juan que se obsesionó con Rogelio al punto de provocar el accidente para incriminarlo. Violeta le explica a Paula que malinterpretó las señales de Rogelio, al punto de obsesionarse con él. |                                                 |                           |                      |
| 100 | «Tienes Alzheimer»                              | 14 de julio de 2023       | 4.9                  |
| Imelda pone freno a Beatriz porque está cansada de escuchar sus quejas de que prefiere su trabajo a sus hijos. Martina le pide a Blanca que le dé a sus nietos. Violeta se presenta en Villa Morelia para disculparse por lo sucedido con Rogelio. El médico le informa a Martina que tiene la enfermedad de Alzheimer. |                                                 |                           |                      |
| 101 | «Tu enfermedad no tiene cura»                   | 17 de julio de 2023       | 4.6                  |
| Gabriel está preocupado por la extraña actitud que ha tomado Martina en los últimos días. Cuando Martina confirma su enfermedad, decide romper con Gabriel porque no quiere que sufra. Cecilia e Ignacio se reúnen con la intención de llegar a un acuerdo por el bienestar de Camilo, Cecilia accede a dejar que Cassandra pase tiempo con su hijo. Cuando Ignacio ve a unos asaltantes que intentan dispararle a Fernando, se interpone entre ellos y salva la vida de su hermano. |                                                 |                           |                      |
| 102 | «Estoy cansado de estar enojado»                | 18 de julio de 2023       | 4.7                  |
| Imelda le informa a Beatriz que Ignacio está en estado crítico, Beatriz le dice que no puede morir porque la dejaría sola en su venganza contra la familia Iturbide. Martina toma un cuaderno para anotar cada uno de sus recuerdos. Cassandra le pide a Cecilia que pase tiempo con Camilo, Cecilia acepta y le ofrece su amistad. Fernando le confiesa a Rogelio que está cansado de estar siempre enojado y sentirse segundo en todo. |                                                 |                           |                      |
| 103 | «Muy mala espina»                               | 19 de julio de 2023       | 4.3                  |
| Martina se prepara para el momento en que su enfermedad empeore y se olvide de sus propios hijos. Martina informa a la familia que su boda con Gabriel ha sido cancelada. Harta de las constantes discusiones con Fernando, Imelda le cuenta a Martina sus planes de divorciarse de él. Paula se entera de que Martina ha estado saliendo sola últimamente y le preocupa su comportamiento. |                                                 |                           |                      |
| 104 | «Acciones que cambian el rumbo de las cosas»    | 20 de julio de 2023       | 4.6                  |
| Martina agradece a Ignacio por lo que hizo por Fernando y le pide que se una a la empresa. Paula comienza a recordar momentos de su pasado, pero al ver la imagen de una mujer que no reconoce, decide interrogar a Titi. Mientras arregla la habitación de Martina, Mica encuentra su cuaderno y se da cuenta de que Martina está perdiendo la memoria. |                                                 |                           |                      |
| 105 | «Tengo Alzheimer»                               | 21 de julio de 2023       | 4.9                  |
| Paula confronta a Martina por ocultar su enfermedad, Martina le advierte que si alguno de sus hijos se entera, desaparecerá. Fernando se entera de que Imelda faltó a su cita por culpa de José Juan y lo confronta para alejarlo de ella. Gabriel se entera de la enfermedad de Martina y le reclama por haberse separado de él sin su decisión. Martina le revela a la familia que tiene la enfermedad de Alzheimer. |                                                 |                           |                      |
| 106 | «Lo que viene va a ser difícil»                 | 24 de julio de 2023       | 4.6                  |
| Martina, sin darse cuenta provoca un incendio en el trastero y deja encerrado a Melitón. Cecilia aprovecha la visita de Ignacio y Cassandra para que ellos puedan cuidar a Camilo mientras ella atiende los asuntos escolares. Beatriz se regocija por la enfermedad de Martina y está segura de que ha llegado su hora de gobernar la alta sociedad de Morelia. Martina se da cuenta de los estragos que puede causar su enfermedad y decide quedarse en una casa de reposo para pacientes con el mismo diagnóstico. |                                                 |                           |                      |
| 107 | «Que nadie me vea como una mujer enferma»       | 25 de julio de 2023       | 4.6                  |
| Paula intenta convencer a Martina de que se quede en casa, pero Martina le ruega que la ayude a convencer a sus hijos de que es la mejor decisión. Rogelio visita a Pedro para ayudarlo con el restaurante y le pide a Fernando que se encargue de todos los negocios de la empresa. Mica le ruega a Martina que no la abandone, ya que con los años ha llegado a verla como una hermana. Gabriel decide acompañar a Martina a la casa de retiro para no separarse de ella. |                                                 |                           |                      |
| 108 | «Voy a dejar la presidencia»                    | 26 de julio de 2023       | 5.0                  |
| Martina rechaza el sacrificio de Gabriel, pero comienza a sentir celos cuando lo ve con otros pacientes. Beatriz visita a Martina para ofrecerle su apoyo con la fundación, pero sabiendo que Beatriz la traicionará, Martina aprovecha y le dice lo que realmente piensa de ella. Blanca se preocupa por el cansancio que ha estado sintiendo últimamente, pero Mica le asegura que podría estar embarazada. Rogelio le revela a su familia que está pasando por una crisis y cree que lo mejor sería que Fernando se hiciera cargo de la empresa. |                                                 |                           |                      |
| 109 | «Estoy loco por ti»                             | 27 de julio de 2023       | 5.2                  |
| Blanca le confiesa a Marco que está embarazada. Rogelio somete a votación su decisión de dejar a Fernando al frente de la empresa y es aceptada. Andrea le hace saber a Luis que está comprometida. José Juan le confiesa a Imelda que está enamorado de ella y la besa, ella lo abofetea. Cassandra informa a Ignacio de su decisión de seguir adelante con su compromiso y adoptar un niño. |                                                 |                           |                      |
| 110 | «No quiero tener este bebé»                     | 28 de julio de 2023       | 4.8                  |
| Norma le da a Paula un baúl lleno de recuerdos de su infancia, incluido un diario de su madre. Rogelio le advierte a Paula que podría encontrar cosas en el diario que no debería saber, pero ella lo ignora. Imelda le pide a Fernando que sigan como están para crecer como personas. Mientras lee el diario de su madre, Paula se entera de que su madre no la amaba e incluso consideró la opción de interrumpir el embarazo. |                                                 |                           |                      |
| 111 | «No quieres que me entere de tu pasado»         | 31 de julio de 2023       | 4.7                  |
| 112 | «No te quiero volver a ver»                     | 1 de agosto de 2023       | 4.8                  |
| 113 | «Un regalo de Dios»                             | 2 de agosto de 2023       | 5.2                  |
| 114 | «¿Cómo enfrentar los problemas?»                | 3 de agosto de 2023       | 4.8                  |
| 115 | «Eres la hija que nunca tuve»                   | 4 de agosto de 2023       | 4.6                  |
| 116 | «Los resentimientos pesan en el alma»           | 7 de agosto de 2023       | 4.8                  |
| 117 | «Gracias a la vida»                             | 8 de agosto de 2023       | 4.9                  |
| 118 | «Ayúdame a morir»                               | 9 de agosto de 2023       | 5.2                  |
| 119 | «¡Me quieren robar!»                            | 10 de agosto de 2023      | 5.7                  |
| 120 | «Estaré en cada una de las flores de mi jardín» | 11 de agosto de 2023      | 5.5                  |

Nota
1. ↑  Este episodio se pre-estrenó el 24 de febrero de 2023 a través de Vix, la página, app y redes sociales oficiales —incluido el canal de Youtube y cuenta oficial de Facebook— de Las Estrellas.[11]

## Producción

### Desarrollo
El rodaje de la telenovela inició 28 de noviembre de 2022 y días después, el 8 de diciembre de 2022 se ofició una misa por el inicio de rodaje en el foro 1 de TelevisaUnivision San Ángel. El rodaje en exteriores inició el 13 de diciembre de 2022 junto con el claquetazo oficial, en una locación al sur de la Ciudad de México. La telenovela tiene contemplado 120 episodios para su emisión.

### Selección del reparto
El 21 de octubre de 2022 se publicó que las candidatas para el rol protagónico femenino se encontraba entre Alejandra Robles Gil, Michelle Renaud e Isabel Burr.  El 24 de noviembre de 2022, Alejandra Robles Gil y Marcus Ornelas fueron confirmados como los personajes titulares de la telenovela. El resto del equipo de reparto, entre ellos Diana Bracho como la villana principal, se confirmó el 14 de diciembre de 2022.

## Audiencias
| Temporada | Horario (CT)                     | Episodios | Primera emisión       | Primera emisión      | Última emisión       | Última emisión       | Prom. de espectadores (millones) |
| Temporada | Horario (CT)                     | Episodios | Fecha                 | Audiencia (millones) | Fecha                | Audiencia (millones) | Prom. de espectadores (millones) |
| --------- | -------------------------------- | --------- | --------------------- | -------------------- | -------------------- | -------------------- | -------------------------------- |
| 1         | Lunes a viernes 16:30 - 17:30 h. | 120       | 27 de febrero de 2023 | 5.6                  | 11 de agosto de 2023 | 5.5                  | 4.7                              |